# 张志礼
张志礼（1921年—2010年），男，江苏启东人，中华人民共和国军事人物，曾任中国人民解放军成都军区副司令员。